# 遜咖日記2
《遜咖日記2》（英語：Diary of a Wimpy Kid: Rodrick Rules）是一部2011年美國喜劇電影，改編自同名童書。電影由英國導演大衛·鮑威爾斯執導，於2011年3月25日上映。本片是前一年上映的《遜咖日記》的續集。